# Aisha
Aija Andrejeva (Aisha, 16. siječnja 1986., Ogre, Latvija) je latvijska pjevačica. 27. veljače 2010. je pobijedila na latvijskom nacionalnom izboru Eirodziesma 2010, te je predstavljala Latviju na Euroviziji s pjesmom What For?. U polufinalu 25. svibnja je završila 17. s 11 bodova, te se nije uspjela plasirati u finale.